# Кампо Ђелми (Бергамо)
Кампо Ђелми је насеље у Италији у округу Бергамо, региону Ломбардија.
Према процени из 2011. у насељу је живело 20 становника. Насеље се налази на надморској висини од 499 м.